# 過橋米線
過橋米線（かきょうべいせん、グオチアオミーシエン）は、中華人民共和国雲南省由来の麺料理の一種。煮えたぎったスープと油が入った磁器の碗または土鍋を用意し、目の前で米線と呼ばれる雲南省の麺と野菜や中国ハムなど生の食材を入れ、スープの熱で具を加熱調理して食すのが特徴的。

## 概要
過橋米線に用いられる麺は、米線（ミーシェン）と呼ばれるライスヌードルの一種。この麺は雲南省の麺として知られ、同じく米粉を原材料としているビーフンのような細打ちの乾燥麺ではなく、太さはあるがコシがあまりなく、断面が丸い生の麺を用いる。
調理方法は、まず鶏がらや豚骨をベースにして沸騰するほど煮込んだ、白濁で塩味のスープが用意される。スープの表面には、鶏油など食材から出た油がたっぷりと浮いているが、これはスープが冷めないように工夫されたもの。スープは磁器製の大きな碗や土鍋に移され提供されるが、この器は熱くて手で触れることができないほど。同時に麺と他の材料を、1つの食材につき1つずつの小皿に盛って用意し、食す人の目の前に運ぶ。材料は様々であるが、主に米線のほか、薄くスライスされた鶏肉、ハム、ニラやほうれん草、もやしなどの野菜、うずら卵、豆腐皮(湯葉に似た豆腐加工品）などである。
生のままの食材を煮えたぎったスープの中に、1つずつ入れていく。碗の中のスープの高温で、これらの材料が加熱され、火が通った頃合いを見て食す。食材が入ったあと、好みでラー油などを加えることもある。米線はすぐに火が通るため、米線を食べているうちに他の食材にも火が通り、他の食材が加熱されるのを待たずとも食すこともできる。別の小皿にいれた黒酢につけて食べる食し方もある。
一見鍋料理のようにも見えるが、コンロなど調理器を食卓で使用せず、また器も1人に1つの碗を用意する点は鍋料理とは大きく異なる。

## 名称の由来
過橋米線の「過橋」とは橋を渡るという意味。
名前の由来には、中国に伝わる次のような物語がある。
「雲南省南部蒙自県の南湖にある小さな島は、科挙の試験を受ける書生が集中して勉強をするには適した場所で、ある書生がこの小島で科挙に備えて勉強に取り組んでいた。書生の妻は食事を作って運ぶのだが、夫はすぐに食べないのでいつも冷めてしまう。ある時、鶏を土鍋で煮込み夫の元へ届けたところ鶏油が浮いていて、長い時間が経過しても料理は熱さを保っていた。そこで米線を入れたところ、夫はとても美味しいと喜んで食した。夫が喜んだので、妻は度々この料理を作り、小島への橋を渡って夫の元へ運んでいた。後に夫は科挙に合格し、妻が届けた米線のおかげで合格できたと語られるようになった。」
この料理は雲南料理として海外でも知られており、英語でも「過橋米線」をそのまま英語の訳にあてた名称で「Cross Bridge Rice Noodles」や「Across the Bridge Rice Noodles」などと呼ばれている。

## 分布
現在では、雲南省に限らず、中国各地の都市にも専門店が出来ている。香港や台湾でもこれを名物料理としている店があり、日本にも数は少ないが同様の店がある。

## 参照項目
- 米線（ミーシェン）
- 米粉（ビーフン）